# В'язень сумління
В'язень сумління (англ. prisoner of conscience) — особа, яку переслідують і часто ув'язнюють за мирне висловлювання своїх політичних поглядів. Цей термін був введений в обіг на початку 1960-х засновником організації Міжнародна амністія британським юристом і правозахисником Пітером Бененсоном.
Першим в'язнем сумління в 1962 р. був названий празький архієпископ Йозеф Беран, який провів 14 років у в'язниці (1949–1963 рр.) за проповідь, що засуджувала комуністичний лад в Чехословаччині. Одним з перших радянських в'язнів сумління в 1962 році був визнаний греко-католицький священик зі Львова Йосип Сліпий, який провів в таборах 18 років і був висланий з СРСР в 1963 році. У 1965 р. він був призначений кардиналом і головою Української греко-католицької церкви.
Найвідомішими в'язнями сумління в Україні були: Василь Стус, В'ячеслав Чорновіл, Левко Лук'яненко, Михайло та Богдан Горині. Під час акцій протесту проти президента Кучми у 2004 р. декілька українських активістів, зокрема членів молодіжної організації «Пора» були визнані також в'язнями сумління. У 2010 році статус в'язнів сумління отримали громадянські активісти Денис Чернега та Андрій Єварницкий, які були ув'язнені за участь в акціях протесту проти вирубки парку ім. Горького, м. Харків.
На теренах колишнього СРСР декілька членів білоруського опозиційного руху, зокрема Дмитро Дашкевич, Едуард Лобов та Павло Северинець були теж проголошені «Amnesty International» в'язнями сумління. У 2009 році статус в'язня сумління двох країн (України і Білорусі) отримав білоруський громадський активіст Ігор Коктиш.